# Dodici variazioni in do maggiore sulla canzone francese "Ah, vous dirai-je Maman" KV 265 (300e)
Le Dodici variazioni in do maggiore sulla canzone francese "Ah, vous dirai-je Maman" KV 265 (300e), sono una composizione per pianoforte di Wolfgang Amadeus Mozart, da lui scritta probabilmente all'età di circa venticinque anni (nel 1781 o nel 1782). Quest'opera consiste nel tema della canzone popolare francese Ah! Vous dirai-je, Maman, seguito da dodici variazioni. L'esistenza della melodia che è alla base di questa canzone è documentata a partire dal 1761; nei paesi di area anglosassone tale melodia è diffusa sotto forma di una notissima canzoncina per bambini intitolata Twinkle, Twinkle Little Star.

## Titolo
Il manoscritto autografo della composizione, conservato ad Augusta, è senza titolo. La prima edizione a stampa dello spartito, uscita in vita dell'autore (Vienna, Torricella 1785), riportava il seguente titolo con dedica: "AIRS VARIÉE [sic] / Dédiée / A.M: IOSEPHE D'AURNHAMMER / par son tres humble et tres obeisant Serviteur Cristoph Torricella". Sia il titolo che la dedica sono da attribuire all'editore e non all'autore. Nell'edizione critica di tutte le opere di Mozart il titolo della composizione è: Zwölf Variationen in C über das französische Lied "Ah, vous dirai-je Maman", KV 265 (300e), ossia: Dodici variazioni in do maggiore sulla canzone francese "Ah, vous dirai-je Maman", KV265 (300e).

## La musica
La composizione consta di tredici sezioni: la prima sezione è il tema, le altre sono le variazioni dalla I alla XII. Solamente le variazioni XI e XII sono provviste di indicazioni agogiche, rispettivamente Adagio e Allegro. Il tema è presentato "nella forma più semplice possibile"; nella prima variazione la melodia è esposta in semicrome eseguite dalla mano destra, mentre nella seconda variazione è accompagnata da semicrome per la mano sinistra. Analogamente la terza variazione presenta arpeggi in terzine per la mano destra, e la quarta arpeggi in terzine per la mano sinistra. Nella quinta variazione la melodia è abbellita mediante l'uso del sincopato. La sesta e la settima variazione si basano nuovamente sulle semicrome. Il contrappunto compare nell'ottava variazione (in do minore) e nella nona variazione. Nella decima variazione la melodia è da eseguire a mani incrociate. L'undicesima variazione è un Adagio. Nella dodicesima ed ultima variazione il tema è accompagnato dal basso albertino.

## Data di composizione
A lungo si è ritenuto che queste variazioni fossero state composte nel 1778, durante la permanenza di Mozart a Parigi fra l'aprile e il settembre di tale anno; si supponeva infatti che Mozart dovesse aver udito tale melodia francese (e che ne fosse stato ispirato) proprio durante il suo soggiorno in Francia. Per questa ragione, nelle edizioni moderne del catalogo Köchel, all'opera è stato assegnato il numero di catalogo K. 300e, in luogo del precedente K. 265. L'analisi dei manoscritti di Mozart eseguita in seguito da Wolfgang Plath, tuttavia, sembra indicare come probabile data di composizione il 1781 o il 1782. La prima pubblicazione si ebbe a Vienna nel 1785.